# Anders Wijkström (jurist)
Anders Oskar Sebastian Wijkström, född 18 december 1929 i Askersund, död 12 september 2020, var en svensk jurist som var lagman i Västerviks tingsrätt från 1986 till 1995.
Wijkström blev juris kandidat vid Uppsala universitet 1955 och genomförde sin tingstjänstgöring 1955–1958 innan han blev fiskal i hovrätten för Västra Sverige 1959. Han var rådman i Örebro tingsrätt innan han 22 maj 1986 utnämndes till lagman i Västerviks tingsätt.
Wijkström var son till lantbrukare Karl Wijkström och hans maka Elsa, född Hoflund.